# Rigai Állatkert
A Rigai Állatkert (Rīgas zoodārzs) Lettország fővárosában, Rigában található, városi tulajdonban lévő állatkert. 1908-ban, még a cári Oroszországhoz tartozó városban alapították a létrehozására irányuló társaságot. Az állatkert 1912. október 14-én nyitott meg a kapuit. Ekkor 88 állatfajt 267 példány képviselt az állatkertben.
Az első világháború, a német megszállás után az állatkertet bezárták. 1933-ban nyílt meg újra. A második világháború alatt zárva volt, de nem pusztult el. Utána gyorsan fejlődött, és hamarosan a Szovjetunió egyik legszínvonalasabb állatkertje lett. A lett függetlenség visszaszerzése után a látogatók száma ideiglenesen visszaesett a más szovjet területekről érkező látogatók elmaradása miatt, de hamarosan új fejlesztések indultak és a látogatók száma is növekedni kezdett, a 21. század elejére újra elérte az évi 250-300 000 főt.